# Ptyas dipsas
Espèce
Synonymes
- Herpetodryas dipsas Schlegel, 1837
- Leptophis olivaceus Duméril & Bibron, 1854
- Coluber dipsas (Schlegel, 1837)

Statut de conservation UICN

 DD  : Données insuffisantes
Ptyas dipsas  est une espèce de serpents de la famille des Colubridae.

## Répartition
Cette espèce est endémique d'Indonésie. Elle se rencontre sur les îles de Sulawesi et de Halmahera.

## Publication originale
- Schlegel, 1837 : Essai sur la physionomie des serpens, vol. 1 (texte intégral) et vol. 2 (texte intégral).